# Hvar - od Prvog boka do Lučišća
Hvar - od Prvog boka do Lučišća este o arie protejată (sit de importanță comunitară — SCI) din Croația întinsă pe o suprafață de 983,16 ha, integral pe uscat.

## Localizare
Centrul sitului Hvar - od Prvog boka do Lučišća este situat la coordonatele 43°11′56″N 16°29′28″E / 43.198997°N 16.491085°E.

## Înființare
Situl Hvar - od Prvog boka do Lučišća a fost declarat sit de importanță comunitară în iulie 2013 pentru a proteja un număr necunoscut de specii din flora spontană și fauna sălbatică aflate în arealul zonei.

## Biodiversitate
Situată în ecoregiunea mediteraneană, aria protejată conține 1 habitat natural: Păduri de pin mediteraneene cu pini mezogeni endemici.
La baza desemnării sitului se află un număr nedeclarat de specii protejate.
Pe lângă speciile protejate, pe teritoriul sitului au mai fost identificate 4 specii de plante.